# Erik Hayser
Erik Hayser (Santiago de Querétaro, Querétaro, 13 de diciembre de 1980) es un actor, productor de cine y empresario mexicano. Estudió actuación en el Centro de Formación Actoral (CEFAC). Comenzó su carrera actuando en la telenovela de TV Azteca, Enamórate.[cita requerida]

## Filmografía

### Televisión
| Año       | Producción                         | Personaje                    |
| --------- | ---------------------------------- | ---------------------------- |
| 2025      | Pecados inconfesables              | Claudio Martínez             |
| 2024      | Ahora que no estás                 | Javi Rivas                   |
| 2024      | Accidente                          | David                        |
| 2023-2025 | Isla brava                         | Bruno Suárez                 |
| 2021      | Cecilia                            | Dr. Jiménez                  |
| 2021      | Asesino del olvido                 | Francisco Pira               |
| 2020-2022 | Oscuro deseo                       | Esteban Solares              |
| 2019      | Preso No. 1                        | Carmelo Alvarado             |
| 2018      | El recluso                         | Jeremy Jones                 |
| 2017      | Sense8                             | Raúl                         |
| 2017      | La Hermandad                       | Alejandro Romero             |
| 2017      | Ingobernable                       | Diego Nava Martínez          |
| 2015      | Caminos de Guanajuato              | Gilberto Coronel             |
| 2014      | Los miserables                     | Daniel Ponce                 |
| 2014      | Camelia la Texana                  | Emilio Varela / Aarón Varela |
| 2012      | Dulce amargo                       | Nicolás Fernández            |
| 2011      | El octavo mandamiento              | Diego Sanmillán              |
| 2010      | Las Aparicio                       | Alejandro López Cano         |
| 2010      | Capadocia                          | Andrés Soto                  |
| 2008      | Alma legal                         | Flavio                       |
| 2007      | Cambio de vida                     | René                         |
| 2007      | Mientras haya vida                 | Daniel                       |
| 2006      | Ángel, las alas del amor           | Iván                         |
| 2004      | Soñarás                            | Eric                         |
| 2003-2004 | Dos chicos de cuidado en la ciudad | Jordi                        |
| 2003      | Enamórate                          | Canavatti                    |
| 2002-2003 | La duda                            | Miguel                       |

### Películas
- Sin retorno (2009).
- El que busca encuentra (2017)
- Ya veremos (2018)

### Teatro
- El hombre perfecto
- Encuentro
- La Dalia Negra